# Angelica setchuenensis
Angelica setchuenensis är en flockblommig växtart som beskrevs av Friedrich Ludwig Diels. Angelica setchuenensis ingår i släktet kvannar, och familjen flockblommiga växter. Inga underarter finns listade i Catalogue of Life.